# Screen Actors Guild Award de la meilleure actrice

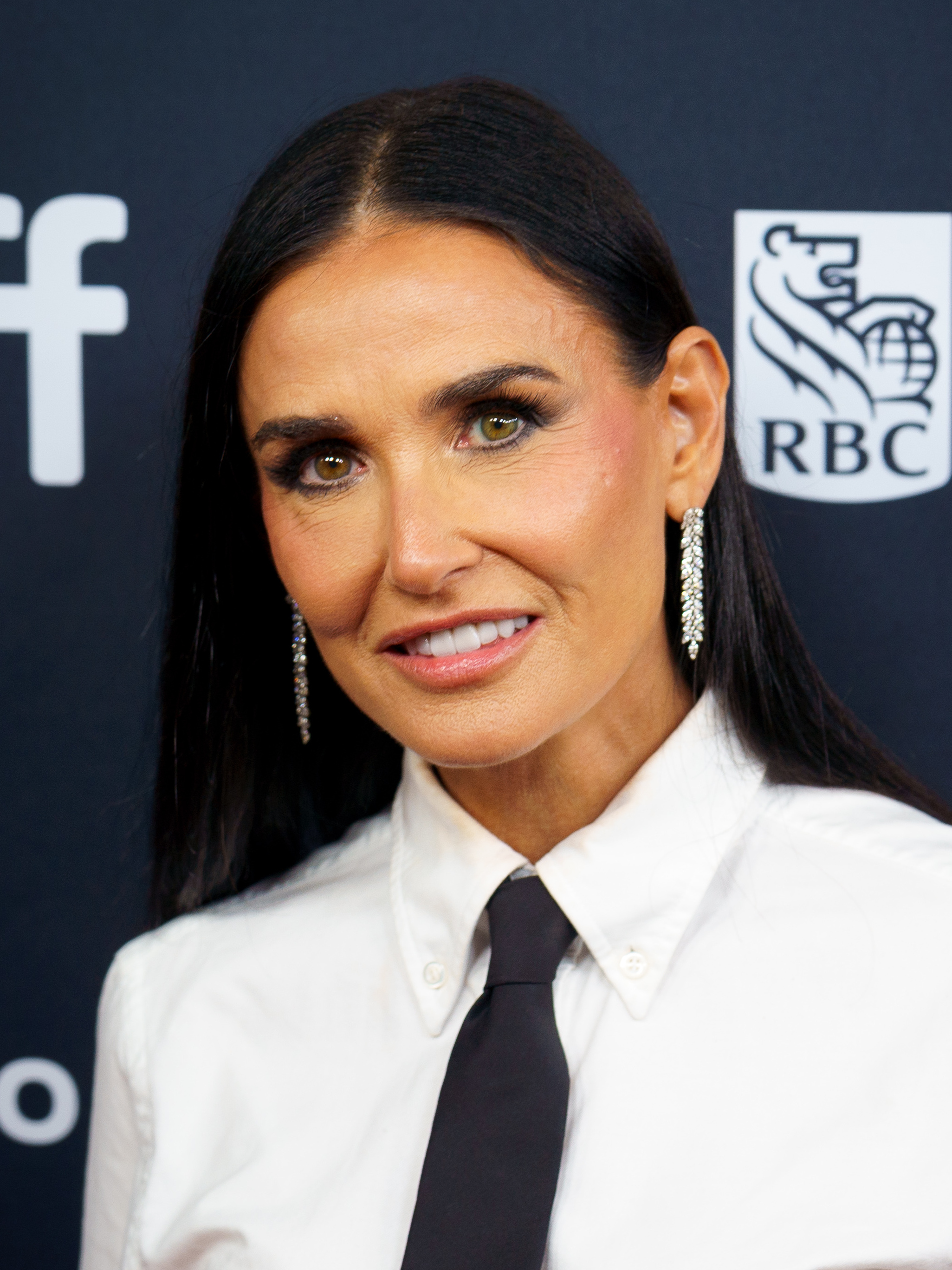
La lauréate 2024 : Demi Moore

Le Screen Actors Guild Award de la meilleure actrice (Screen Actors Guild Award for Outstanding Performance by a Female Actor in a Leading Role) est une récompense remise chaque année depuis 1995 par la Screen Actors Guild.

## Historique
Depuis 1995, le syndicat des acteurs d'Hollywood récompense dans cette catégorie les comédiennes dont l'interprétation dans un rôle principal au cinéma a été estimée la meilleure. La première à avoir reçu l’Actor est la double-oscarisée Jodie Foster pour Nell.
Les deux seules actrices à avoir été nommées à cette récompense pour une performance non-anglophone sont la Colombienne Catalina Sandino Moreno en 2005 (espagnol dans Maria, pleine de grâce) et la Française Marion Cotillard en 2008 (français dans La Môme).
La plus jeune nommée dans cette catégorie est Evan Rachel Wood (à 17 ans pour son rôle dans Thirteen).
Meryl Streep reste l'actrice la plus nommée dans cette catégorie avec 10 nominations. Sur les 15 lauréates, 11 ont aussi reçu l'Oscar de la meilleure actrice pour le même rôle.

## Palmarès
La lauréate est indiquée en gras.

Le symbole « ♙ » indique une nomination et « ♕ » la gagnante de l'Oscar de la meilleure actrice la même année.

### Années 1990
- 1995 : Jodie Foster pour le rôle de Nell Kellty dans Nell ♙
  - Jessica Lange pour le rôle de Helen Tasker dans Blue Sky ♕
  - Meg Ryan pour le rôle d'Alice Green dans Pour l'amour d'une femme (When a Man Loves a Woman)
  - Susan Sarandon pour le rôle de Reggie Love dans Le Client (The Client) ♙
  - Meryl Streep pour le rôle de Gail Hartman dans La Rivière sauvage (The River Wild)

- 1996 : Susan Sarandon pour le rôle de la Sœur Helen Prejean dans La Dernière Marche (Dead Man Walking) ♕
  - Joan Allen pour le rôle de Pat Nixon dans Nixon
  - Elisabeth Shue pour le rôle de Sera dans Leaving Las Vegas ♙
  - Meryl Streep pour le rôle de Francesca Johnson dans Sur la route de Madison (The Bridges  of Madison County) ♙
  - Emma Thompson pour le rôle d'Elinor Dashwood  dans Raison et Sentiments (Sense and  Sensibility) ♙

- 1997 : Frances McDormand pour le rôle de Marge Gunderson dans Fargo ♕
  - Kristin Scott Thomas pour le rôle de Katharine Clifton dans Le Patient anglais (The English  Patient) ♙
  - Brenda Blethyn pour le rôle de Cynthia Rose Purley dans Secrets et Mensonges (Secrets and  Lies) ♙
  - Diane Keaton pour le rôle de Bessie dans Simples Secrets (Marvin's  Room) ♙
  - Gena Rowlands pour le rôle de Mildred Hawks dans Décroche les étoiles (Unhook the  Stars)

- 1998 : Helen Hunt pour le rôle de Carol Connelly dans Pour le pire et pour le meilleur (As Good as  It Gets) ♕
  - Helena Bonham Carter pour le rôle de Kate Croy  dans Les Ailes de la colombe (The Wings of the Dove)♙
  - Judi Dench pour le rôle de la reine Victoria dans La Dame de Windsor (Mrs. Brown) ♙
  - Pam Grier pour le rôle de Jackie Brown dans Jackie Brown
  - Robin Wright Penn pour le rôle de Maureen Murphy Quinn dans She's So Lovely
  - Kate Winslet pour le rôle de Rose DeWitt Bukater dans Titanic ♙

- 1999 : Gwyneth Paltrow pour le rôle de Viola DeLesseps dans Shakespeare in Love ♕
  - Cate Blanchett pour le rôle de la reine Élisabeth I dans Elizabeth ♙
  - Jane Horrocks pour le rôle de LV dans Little Voice
  - Meryl Streep pour le rôle de Kate Gulden dans Contre-jour (One True Thing) ♙
  - Emily Watson pour le rôle de Jacqueline du Pré dans Hilary et Jackie (Hilary and Jackie) ♙

### Années 2000
- 2000 : Annette Bening pour le rôle de Carolyn Burnham dans American Beauty ♙
  - Janet McTeer pour le rôle de Mary Jo Walker dans Libres comme le vent (Tumbleweeds) ♙
  - Julianne Moore pour le rôle de Sarah Miles dans La Fin d'une liaison (The End of  the Affair) ♙
  - Meryl Streep pour le rôle de Roberta Guaspari dans La Musique de mon cœur (Music of the  Heart) ♙
  - Hilary Swank pour le rôle de Brandon Teena dans Boys Don't Cry ♕

- 2001 : Julia Roberts pour le rôle d'Erin Brockovich dans Erin Brockovich, seule contre tous (Erin Brockovich) ♕
  - Joan Allen pour le rôle de Laine Billings Hanson dans Manipulations (The Contender) ♙
  - Juliette Binoche pour le rôle de Vianne Rocher dans Le Chocolat (Chocolat) ♙
  - Ellen Burstyn pour le rôle de Sara Goldfarb dans Requiem for a Dream ♙
  - Laura Linney pour le rôle de Samantha Prescott dans Tu peux compter sur moi (You Can Count on Me) ♙

- 2002 : Halle Berry pour le rôle de Letizia Musgrove dans À l'ombre de la haine (Monster's Ball) ♕
  - Jennifer Connelly pour le rôle d'Alicia Nash dans Un homme d'exception (A Beautiful Mind)
  - Judi Dench pour le rôle de Iris Murdoch dans Iris ♙
  - Sissy Spacek pour le rôle de Ruth Fowler dans In the Bedroom ♙
  - Renée Zellweger pour le rôle de Bridget Jones  dans Le Journal de Bridget Jones (Bridget Jones's Diary) ♙

- 2003 : Renée Zellweger pour le rôle de Roxie Hart dans Chicago ♙
  - Salma Hayek pour le rôle de Frida Kahlo dans Frida ♙
  - Nicole Kidman pour le rôle de Virginia Woolf dans The Hours ♕
  - Diane Lane pour le rôle de Connie Summer dans Infidèle (Unfaithful) ♙
  - Julianne Moore pour le rôle de Cathy Whitaker dans Loin du paradis (Far from Heaven ) ♙

- 2004 : Charlize Theron pour le rôle de Aileen Wuornos dans Monster ♕
  - Patricia Clarkson pour le rôle d'Olivia Harris dans The Station Agent
  - Diane Keaton pour le rôle de Erica Barry dans Tout peut arriver (Something's Gotta Give) ♙
  - Naomi Watts pour le rôle de Cristina Peck dans 21 Grammes (21 Grams)  ♙
  - Evan Rachel Wood pour le rôle de Tracy Louise Freeland dans Thirteen

- 2005 : Hilary Swank pour le rôle de Maggie Fitzerald dans Million Dollar Baby ♕
  - Annette Bening pour le rôle de Julia Lambert dans Adorable Julia (Being Julia) ♙
  - Imelda Staunton pour le rôle de Vera Drake dans Vera Drake ♙
  - Catalina Sandino Moreno pour le rôle de María Álvarez dans Maria, pleine de grâce (María, llena eres de gracia) ♙
  - Kate Winslet pour le rôle de Clementine Kruczynski dans Eternal Sunshine of the Spotless Mind ♙

- 2006 : Reese Witherspoon pour le rôle de June Carter dans Walk the Line ♕
  - Judi Dench pour le rôle de Laura Henderson dans Madame Henderson présente (Mrs Henderson Presents) ♙
  - Felicity Huffman pour le rôle de Bree dans Transamerica ♙
  - Charlize Theron pour le rôle de Josey Aimes dans L'Affaire Josey Aimes (North Country) ♙
  - Zhang Ziyi pour le rôle de Chiyo Sakamoto/Sayuri dans Mémoires d'une geisha (Memoirs of a Geisha)

- 2007 : Helen Mirren pour le rôle de la reine Élisabeth II dans The Queen ♕
  - Penélope Cruz pour le rôle de Raimunda dans Volver ♙
  - Judi Dench pour le rôle de Barbara Covett dans Chronique d'un scandale (Notes on a Scandal) ♙
  - Meryl Streep pour le rôle de Miranda Priestly  dans Le Diable s'habille en Prada (The Devil  Wears Prada)♙
  - Kate Winslet pour le rôle de Sarah Pierce dans Little Children ♙

- 2008 : Julie Christie pour le rôle de Fiona dans Loin d'elle (Away from Her) ♙
  - Cate Blanchett pour le rôle de la reine Élisabeth I dans Elizabeth : L'Âge d'or (Elizabeth: The Golden Age) ♙
  - Marion Cotillard pour le rôle d'Édith Piaf dans La Môme ♕
  - Angelina Jolie pour le rôle de Mariane Pearl dans Un cœur invaincu (A Mighty Heart)
  - Elliot Page pour le rôle de Juno MacGuff dans Juno ♙

- 2009 : Meryl Streep pour le rôle de la sœur Aloysius Beauvier dans Doute (Doubt) ♙
  - Anne Hathaway pour le rôle de Kym dans Rachel se marie (Rachel Getting Married) ♙
  - Angelina Jolie pour le rôle de Christine Collins dans L'Échange (Changeling) ♙
  - Melissa Leo pour le rôle de Ray Eddy dans Frozen River ♙
  - Kate Winslet pour le rôle d'April Wheeler dans Les Noces rebelles (Revolutionary Road)

### Années 2010
- 2010 : Sandra Bullock pour le rôle de Leigh Anne Tuohy dans The Blind Side ♕
  - Helen Mirren pour le rôle de Sophie Tolstoï dans The Last Station ♙
  - Carey Mulligan pour le rôle de Jenny dans Une éducation (An Education) ♙
  - Gabourey Sidibe pour le rôle de Claireece "Precious" Jones dans Precious (Precious: Based on the Novel 'Push' by Sapphire) ♙
  - Meryl Streep pour le rôle de Julia Child dans Julie & Julia ♙

- 2011 : Natalie Portman pour le rôle de Nina Sayers dans Black Swan ♕
  - Annette Bening pour le rôle de Nick dans Tout va bien, The Kids Are All Right (The Kids Are All Right) ♙
  - Hilary Swank pour le rôle de Betty Anne Waters dans Conviction
  - Jennifer Lawrence pour le rôle de Ree Dolly dans Winter's Bone ♙
  - Nicole Kidman pour le rôle de Becca Corbett dans Rabbit Hole ♙

- 2012 : Viola Davis pour le rôle d'Aibileen Clark dans La Couleur des sentiments ♙
  - Glenn Close pour le rôle d'Albert Nobbs dans Albert Nobbs ♙
  - Meryl Streep pour le rôle de Margaret Thatcher dans La Dame de fer (The Iron Lady) ♕
  - Tilda Swinton pour le rôle d'Eva Khatchadourian dans We Need to Talk about Kevin
  - Michelle Williams pour le rôle de Marilyn Monroe dans My Week with Marilyn ♙

- 2013 : Jennifer Lawrence pour le rôle de Tiffany Maxwell dans Happiness Therapy (Silver Linings Playbook) ♕
  - Jessica Chastain pour le rôle de Maya dans Zero Dark Thirty ♙
  - Marion Cotillard pour le rôle de Stéphanie dans De rouille et d'os
  - Helen Mirren pour le rôle d'Alma Reville dans Hitchcock
  - Naomi Watts pour le rôle de Maria dans The Impossible (Lo impossible) ♙

- 2014 : Cate Blanchett pour le rôle de Jasmine Francis dans Blue Jasmine ♕
  - Sandra Bullock pour le rôle de Ryan Stone dans Gravity ♙
  - Judi Dench pour le rôle de Philomena Lee dans Philomena ♙
  - Meryl Streep pour le rôle de Violet Weston dans Un été à Osage County (August: Osage County) ♙
  - Emma Thompson pour le rôle de Pamela L. Travers dans Dans l'ombre de Mary (Saving Mr. Banks)

- 2015 : Julianne Moore pour le rôle de Alice Howland dans Still Alice ♕
  - Jennifer Aniston pour le rôle de Claire Simmons dans Cake
  - Felicity Jones pour le rôle de Jane Hawking dans Une merveilleuse histoire du temps (The Theory of Everything) ♙
  - Rosamund Pike pour le rôle de Amy Elliott-Dunne dans Gone Girl ♙
  - Reese Witherspoon pour le rôle de Cheryl Strayed dans Wild ♙

- 2016 : Brie Larson pour le rôle de Joy Newsome dans Room ♕
  - Cate Blanchett pour le rôle de Carol Air dans Carol ♙
  - Helen Mirren pour le rôle de Maria Altmann dans La Femme au tableau (Woman in Gold)
  - Saoirse Ronan pour le rôle d'Eilis Lacey dans Brooklyn ♙
  - Sarah Silverman pour le rôle d'Elaine "Laney" Brooks dans I Smile Back

- 2017 : Emma Stone pour le rôle de Mia Dolan dans La La Land ♕
  - Amy Adams pour le rôle de Louise Banks dans Premier Contact (Arrival)
  - Emily Blunt pour le rôle de Rachel Watson dans La Fille du train (The Girl on the Train)
  - Natalie Portman pour le rôle de Jacqueline Kennedy dans Jackie ♙
  - Meryl Streep pour le rôle de Florence Foster Jenkins dans Florence Foster Jenkins ♙

- 2018 : Frances McDormand pour le rôle de Mildred Hayed dans Three Billboards : Les Panneaux de la vengeance (Three Billboards Outside Ebbing, Missouri) ♕
  - Judi Dench pour le rôle de Victoria du Royaume-Uni dans Confident royal (Victoria & Abdul)
  - Sally Hawkins pour le rôle d'Elisa Esposito dans La Forme de l'eau (The Shape of Water) ♙
  - Margot Robbie pour le rôle de Tonya Harding dans Moi, Tonya (I, Tonya) ♙
  - Saoirse Ronan pour le rôle de Christine "Lady Bird" McPherson dans Lady Bird ♙

- 2019 : Glenn Close pour le rôle de Joan Castleman dans The Wife ♙
  - Emily Blunt pour le rôle de Mary Poppins dans Le Retour de Mary Poppins (Mary Poppins Returns)
  - Olivia Colman pour le rôle d'Anne d'Angleterre dans La Favorite (The Favourite) ♙
  - Lady Gaga pour le rôle d'Ally Maine dans A Star Is Born ♙
  - Melissa McCarthy pour le rôle de Lee Israel dans Can You Ever Forgive Me? ♙

### Années 2020
- 2020 : Renée Zellweger pour le rôle de Judy Garland dans Judy 
  - Cynthia Erivo pour le rôle d'Harriet Tubman dans Harriet
  - Scarlett Johansson pour le rôle de Nicole Barber dans Marriage Story
  - Lupita Nyong'o pour le rôle d'Adelaide Wilson / Red dans Us
  - Charlize Theron pour le rôle de Megyn Kelly dans Scandale (Bombshell)

- 2021 : Viola Davis pour le rôle de Ma Rainey dans Le Blues de Ma Rainey (Ma Rainey's Black Bottom)
  - Amy Adams pour le rôle de Beverly "Bev" Vance dans Une ode américaine
  - Vanessa Kirby pour le rôle de Martha dans Pieces of a Woman
  - Frances McDormand pour le rôle de Fern dans Nomadland
  - Carey Mulligan pour le rôle de Cassandra dans Promising Young Woman

- 2022 : Jessica Chastain pour le rôle de Tammy Faye Messner dans Dans les yeux de Tammy Faye (The Eyes of Tammy Faye)
  - Olivia Colman pour le rôle de Leda dans The Lost Daughter
  - Lady Gaga pour le rôle de Patrizia Reggiani dans House of Gucci
  - Jennifer Hudson pour le rôle de Aretha Franklin dans Respect
  - Nicole Kidman pour le rôle de Lucille Ball dans Being the Ricardos

- 2023 : Michelle Yeoh pour le rôle de  Evelyn Wang dans Everything Everywhere All at Once
  - Cate Blanchett pour le rôle de Lydia Tár dans Tár
  - Viola Davis pour le rôle de Nanisca dans The Woman King
  - Ana de Armas pour le rôle de Marilyn Monroe dans Blonde
  - Danielle Deadwyler pour le rôle de Mamie Till-Mobley dans Emmett Till (Till)

- 2024 : Lily Gladstone pour le rôle de Mollie Kyle Burkhart dans Killers of the Flower Moon
  - Annette Bening pour le rôle de Diana Nyad dans Insubmersible (Nyad)
  - Carey Mulligan pour le rôle de Felicia Montealegre dans Maestro
  - Margot Robbie pour le rôle de Barbie dans Barbie
  - Emma Stone pour le rôle de Bella Baxter dans Pauvres Créatures (Poor Things)

- 2025 : Demi Moore pour le rôle d'Elisabeth Sparkle dans The Substance
  - Pamela Anderson pour le rôle de Shelley dans The Last Showgirl
  - Cynthia Erivo pour le rôle de Elphaba Thropp / la Méchante sorcière de l'Ouest dans Wicked
  - Karla Sofía Gascón pour le rôle d'Emilia Pérez dans Emilia Pérez
  - Mikey Madison pour le rôle d'Anora « Ani » Mikheeva dans Anora

## Statistiques

### Nominations multiples
10 : Meryl Streep
6 : Judi Dench
4 : Cate Blanchett, Helen Mirren, Kate Winslet
3 : Annette Bening, Julianne Moore, Hilary Swank
2 : Joan Allen, Emily Blunt, Sandra Bullock, Glenn Close, Marion Cotillard, Angelina Jolie, Diane Keaton, Nicole Kidman, Jennifer Lawrence, Frances McDormand, Natalie Portman, Saoirse Ronan, Susan Sarandon, Charlize Theron, Emma Thompson, Naomi Watts, Reese Witherspoon, Renée Zellweger

### Récompenses multiples
2 : Frances McDormand, Renée Zellweger